# Пам'ятник Володимиру Великому (Кривий Ріг)
Пам'ятник Володимиру Великому — пам'ятник Великому князю київському Володимиру Святославовичу у місті Кривий Ріг. Розташований на площі Володимира Великого у центральній частині Саксаганського району.

## Історія
Пам'ятник Володимиру Великому було урочисто встановлено 27 вересня 2018 року. Встановлення пам'ятника було присвячене 1030-ій річниці Хрещення Русі-України.
Почесну місію відкриття монумента виконав Криворізький міський голова Юрій Григорович Вілкул. Церемонію освячення провів керуючий Криворізькою єпархією Української Православної Церкви, митрополит Криворізький і Нікопольський Єфрем.

## Опис
Загальна висота — 22 м. Створив пам'ятник архітектор Володимир Токар.